# NGC 134
NGC 134는 조각가자리 방향에 있는 양털나선은하이다.